# Scharmbecker Bach

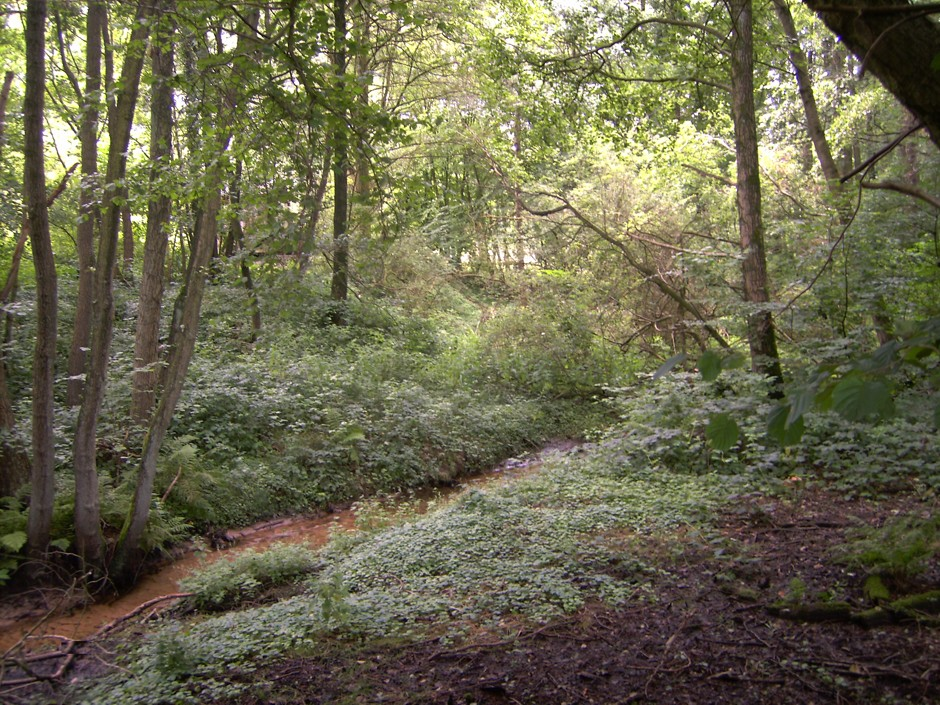
Oberlauf des Scharmbecker Bachs in seinem Geesttal nahe Bargten

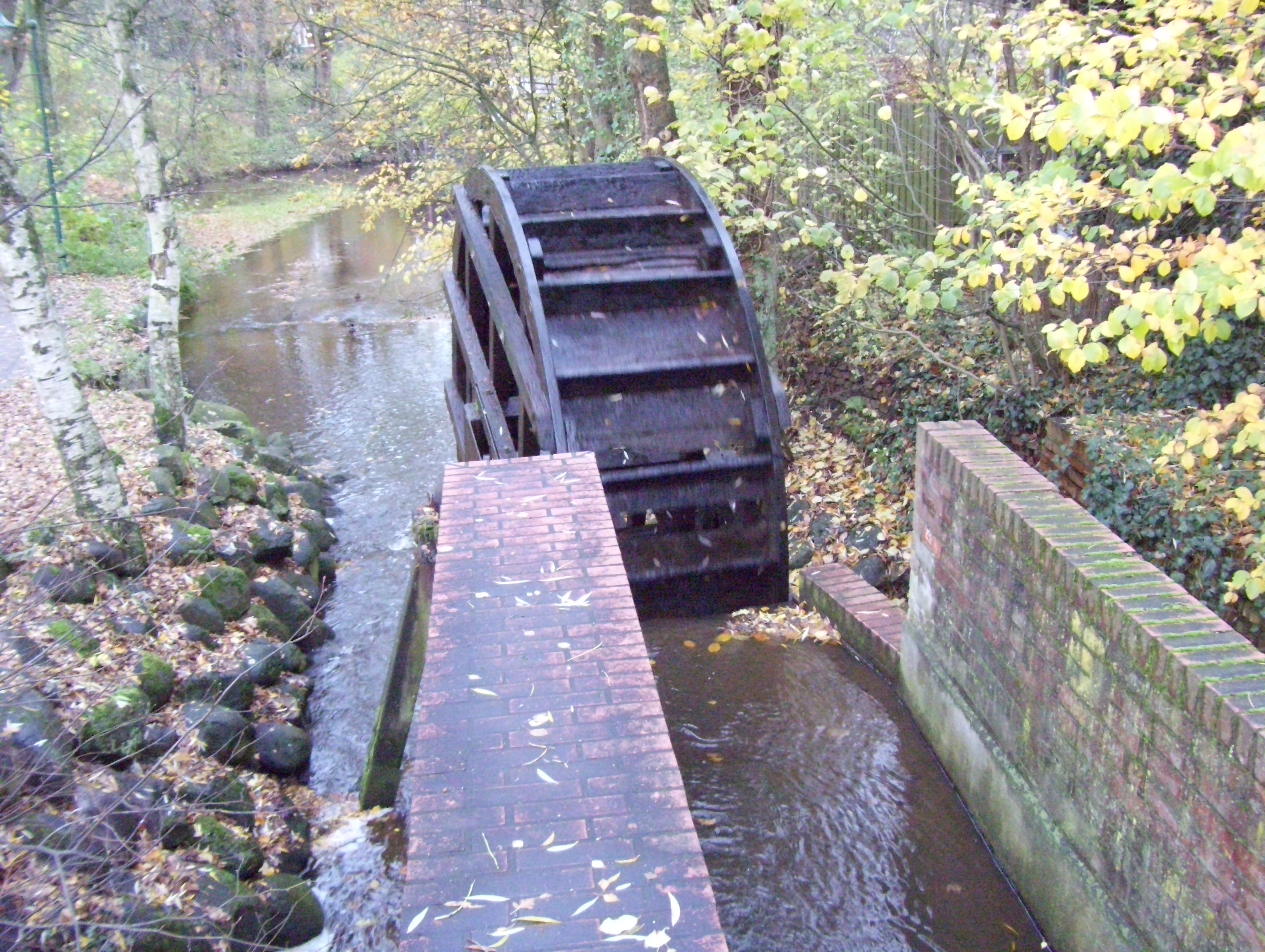
Wassermühle im heutigen Stadtpark hinter der Kirche.

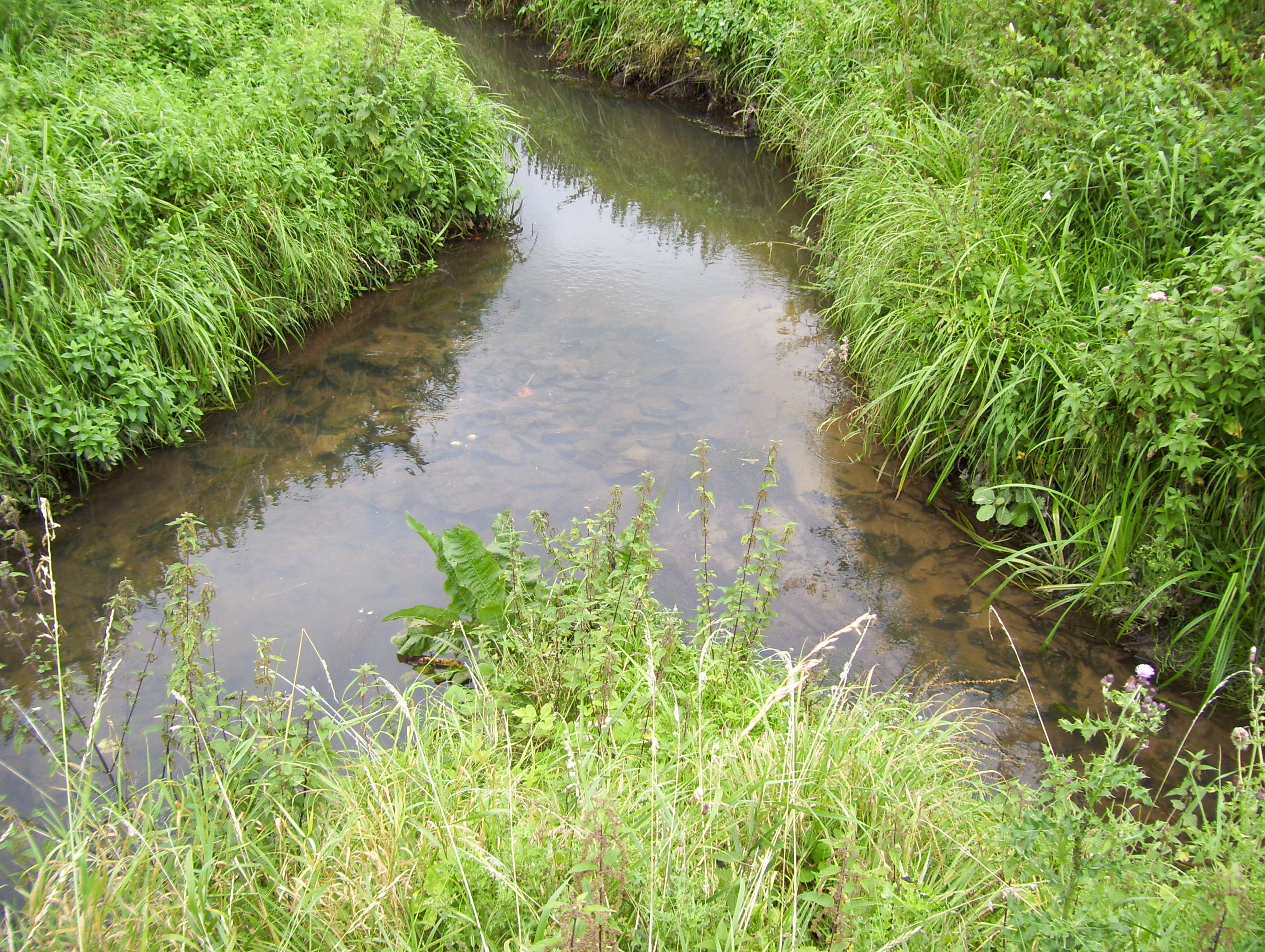
Zusammenfluss Scharmbecker Bach und Wienbeck in Richtung Hamme.

Der Scharmbecker Bach ist ein Geestrandbach, der durch die Kreisstadt Osterholz-Scharmbeck fließt und in die Hamme mündet.
Wie viele kleine Flüsse der Region hat der Bach seine Quelle im Gebiet Lange Heide, einem Geestplateau der Osterholzer Geest nördlich von Osterholz-Scharmbeck. Er entspringt unweit der Quelle des Giehler Bachs, dem Oberlauf der Hamme. Während dieser allerdings nach einem weiten Ostbogen – zur Hamme geworden – wieder nach Westen durchs Teufelsmoor strömt, schneidet der Scharmbecker Bach nach Süden fließend diesen Bogen ab, nimmt vorher die etwas westlicher fließende Wienbeck auf und mündet zwischen Ritterhude und Tietjens Hütte schließlich in die Hamme.
In der Stadt Osterholz-Scharmbeck hatte der Bach in historischer Zeit enorme Bedeutung für die Scharmbecker Tuchmacherzunft, da seine hohe Fließgeschwindigkeit den Betrieb von Wassermühlen ermöglichte. Insgesamt konnten neun Mühlen betrieben werden; neben den sechs Walkmühlen für die Tuchmacher gab es auch drei Kornmühlen. Eine befand sich gleich hinter Gut Sandbeck, die zweite war hinter der Kirche St. Willehadi (ihr Rad ist heute noch zu sehen), die dritte befand sich beim Kloster Osterholz um den Zehnten zu malen.
Für die letzte Kornmühle war der Bach im 12. Jahrhundert umgeleitet worden und auch danach wurde durch menschliche Eingriffe der Lauf weiter stark verändert. Da auf Stadtgebiet das Regen- und Niederschlagswasser getrennt vom Abwasser aufgefangen und abgeleitet wird, führen die Stadtwerke dieses Wasser auch dem Scharmbecker Bach zu.
Insbesondere die Flussbegradigungen sollen bis 2015 – nach allgemeiner Vorgabe der Europäischen Union – weiter zurückgebaut werden.

## Verlauf
Der Bach entspringt in mehreren Armen auf der Langen Heide; die beiden Hauptarme beginnen im Westen von Westerbeck und vereinigen sich kurz vor der Querung „Lange Reihe“ zwischen Westerbeck und Bargten. Damit zeigt sich auch wie präzise alte Ortsbezeichnungen oft sind (Westerbeck: westlicher Bach).
Südsüdöstlich fließend, aber noch nördlich des „Garlstedter Kirchwegs“, vereinigt sich der Bach mit seinem westlichsten Arm, der parallel zu diesem fließt. Der Bachlauf führt nun weiter in das Sandbecker Bruch, ein Niederungsgebiet, das heute unter Schutz steht, in dessen Nähe aber bis 1977 eine Mülldeponie betrieben wurde. Diese Tatsache kann nur wenige Zentimeter unter der Oberfläche noch heute sofort sichtbar gemacht werden.
Hinter dem Sandbecker Bruch vereinigt sich der Bachlauf mit seinem östlichen Arm, welcher südlich von Westerbeck im Bereich „An der Lith“ entspringt.
Das Gebiet der Kernstadt erreicht der Bach, nachdem er die Bundesstraße 74 untertunnelt hat. Hier verläuft die „Sandbeckstraße“ parallel zum Bachbett und beide erreichen Gut Sandbeck. Der Bach liegt nun zwischen „Dornwurthstraße“ und „Am Deich“. Dort befand sich ursprünglich das „Scharmbecker Freibad“, das im Zweiten Weltkrieg durch eine Bombe zerstört wurde und deren Explosion zahlreiche Aale auf die Straße „Am Deich“ schleuderte.
Der Scharmbecker Bach tunnelt nun die „Poststraße“ und strömt parallel zur „Teichstraße“, die ihren Namen von dem Mühlenstau hat, der hier für eine Kornmühle gebaut worden war, die ihren Betrieb erst 1963 aufgegeben hat. Am Stadtpark befindet sich das erhaltene Mühlrad dieser Kornmühle, der Mühlstein ist daneben im Boden eingelassen; der Bach fließt jetzt in einem Bogen am Marktplatz in einen neuen Stau, indem ein Wasserspiel installiert wurde.
Der Bach unterquert einen breiten Überweg zum Marktplatz und folgt dann wieder seinem alten Flussbett „Hinter der Wurth“. Die „Bahnhofstraße“ wird ebenfalls getunnelt und der Bach fließt hinter dem Gymnasium vor dem „Barkhof“ in eine weitere Unterquerung, in der er noch einen kleinen Zufluss vom „Eichhof“ hinter dem „Garteler Weg“ erhält.
Diese Unterquerung wurde durch den Umbau des gesamten Barkhofgeländes bis 2015 zum größten Teil wieder aufgehoben und der Bach an dieser Stelle renaturiert. Er passiert das Allwetterbad und unterquert „An der Handloge“; parallel der Straße „An den Hören“ tunnelt zum letzten Mal an der „Bremer Straße“ und fließt nun neben der „Luisen-Straße“ den Hammewiesen entgegen. Kurz bevor er diese erreicht, wird er von der Eisenbahnlinie Bremen-Bremerhaven überbrückt und trifft dahinter auf seinen einzigen größeren Zulauf: die Wienbeck.
Die Umleitung des Bachs zum Kloster (in der Karte gestrichelt eingezeichnet) wurde später wieder aufgehoben, sodass zwar noch die Straßennamen „Hinter dem Bach“ und „Bachstraße“ beim Kloster an den ehemaligen Lauf erinnern, dieser aber nun im Ortsteil Lintel einen direkten Weg zur Hamme nimmt. In den „Lintler Weiden“ mündet der Scharmbecker Bach, 7,5 km von seiner Quelle entfernt, etwa bei Flusskilometer 5,1 in die Hamme. (Der Zufluss bei Tietjens-Hütte bei Flusskilometer 7–8 ist der Osterholzer Hafenkanal. Beide haben keine Verbindung zueinander, wenngleich sie im Bereich der Landebahn des Segelflugplatzes hinter der Marina des Hafenkanals im Abstand von etwa 500 m parallel verlaufen.)

## Herkunft der Bezeichnung Scharmbeck
Scharmbeck = „scirnbeci“ ist eine Ortsbezeichnung und setzt sich zusammen aus:
- 1. scirn: = lat. scheren, grenzen bzw. = lat. glatt, klar
- 2. beck (beek) = Bach

Die Bezeichnung Scharmbeck bedeutet also; „Klarer Bach“ oder „Grenz-Bach“; die heutige Bezeichnung Scharmbecker Bach ist somit im hinteren Teil eine Tautologie („Klarer Bach“-Bach).
Beide Deutungen sind möglich; ersteres ist augenscheinlich zu erkennen; und dass der Bach eine Grenze sein könnte, ergibt sich erst durch den Blick auf die Karte. Hier zeigt sich, dass der Bach zusammen mit der Wienbeck den Hammebogen abschneidet und somit ein fast abgetrenntes Gebiet schafft.
Die Bezeichnung „scirnbeci“ ist damit originärer Wortstamm für alle Bezeichnungen wie:
Sandbeek(e) – Sandbe(c)k(e) – scernebe(c)k(e) – scirnbe(c)k(e)- Schermbe(c)k(e) -> Scharmbeck
Daraus ergibt sich auch die originäre Namensgebung für das Geschlecht von Sandbeck mit dem Gut Sandbeck und natürlich für die Siedlung Scharmbeck und damit für Osterholz-Scharmbeck.